# Анжела Минкова
Анжела Минкова е българска художничка и скулпторка.

## Биография
Родена и израснала е в София. Завършва Художествената академия, специалност „Илюстрация и оформление на книга“ в класа на проф. Христо Нейков.
От 1983 г. като член на СБХ участва в множество общи изложби в България, Холандия, Испания, Англия, Гърция, Германия и Италия. Организирала е над двадесет самостоятелни изложби, участвала е в сборни изяви. Излага акварел, керамика, пластика, фотография.
От 1984 до 1988 г. работила в БТА.
Минкова е носителка на наградите:
- 1987 – II награда на VI Международно биенале на хумора и сатирата – Габрово,
- 1989 – II награда на VII Международно биенале на графиката – Варна,
- 1991 – I награда на Международно биенале на рисунката „Перес Виниамил“ – Ел Ферол, Испания.

Произведения на Минкова са притежание на частни колекции и галерии в страната и чужбина.